# Сабангау (национальный парк)
Сабангау (англ. Sabangau National Park) — национальный парк в Центральном Калимантане является одним из последних сохранившихся торфяных болотных лесов на Борнео. В огромном национальном парке площадью около 568 700 гектаров обитает более 6000 орангутангов, что составляет одну из крупнейших в мире популяций в дикой природе. Национальный парк Сабангау также является домом для находящихся под угрозой исчезновения видов, таких как малайский солнечный медведь, гиббоны, птицы-носороги, дымчатый леопард, змеи и многие другие. К уязвимым видам птиц относятся большой зелёный голубь (Treron capellei) и, возможно, малайский шерстистошейный аист (Ciconia stormi) и Яванский марабу (Leptoptilus javanicus). Среди торфяно-болотных лесов национальный парк также представляет собой красивые пейзажи нетронутых холмов. С вершины Букит Бату или Рок-Хилл открывается вид на национальный парк Себангау и все его чарующие пейзажи.

## Описание
Национальный парк Сабангау основанный в 2004 году. В период с 1980 по 1995 год на этом месте располагалась крупная лесозаготовительная зона. После 1995 года парк стал местом незаконных рубок, в результате чего было уничтожено до 85 % от общей площади парка в 568 700 га. К 2012 году было возобновлено менее 1 % от общей площади парка. Для полного восстановления потребуется несколько столетий.
Национальный парк расположен на реке Сабангау, реке с чёрной водой, которая протекает через джунгли Кахайан. Сабангау включает торфяное болото Себангау, а также лес между реками Катинган и Кахаян. Торфяно-болотный лес представляет собой двойную экосистему с разнообразными тропическими деревьями, произрастающими на 10-12-метровом слое торфа, частично разложившегося и заболоченного растительного материала, который, в свою очередь, покрывает относительно неплодородную почву.
Национальный парк Себангау также включает кристально чистые, освежающие озёра с пресной водой. Эти озёра также являются местом обитания различных видов рыб и другой флоры и фауны. Эти озёра известны как озеро Булат (Круглое озеро), озеро Пунггуалас, озеро Джалан Панген и озеро Панджанг (Длинное озеро).